# Herrarnas masstart vid världsmästerskapen i skidskytte 2011
Herrarnas masstart vid VM i skidskytte 2011 avgjordes den 12 mars 2011 i Chanty-Mansijsk, Ryssland kl. 14:30 svensk tid (CET). Distansen var 15 km och loppet innehöll fyra skjuttillfällen; två liggande följt av två stående.
Detta var herrarnas sista tävling på världsmästerskapet. Guldmedaljör blev Emil Hegle Svendsen, Norge.

## Tidigare världsmästare
| År   | Ort             | Mästare              |
| ---- | --------------- | -------------------- |
| 2006 | Pokljuka        | Tävlades inte i      |
| 2007 | Antholz         | Michael Greis        |
| 2008 | Östersund       | Emil Hegle Svendsen  |
| 2009 | Pyeongchang     | Dominik Landertinger |
| 2010 | Chanty-Mansijsk | Tävlades inte i      |

## Resultat
| Placering | Namn                 | Land      | Tid     | Straffrundor (L+L+S+S) |
| --------- | -------------------- | --------- | ------- | ---------------------- |
| 1         | Emil Hegle Svendsen  | Norge     | 38:42,7 | 0+0+0+1                |
| 2         | Jevgenij Ustiugov    | Ryssland  | 38:47,7 | 0+0+0+0                |
| 3         | Lukas Hofer          | Italien   | 38:57,0 | 0+0+0+1                |
| 4         | Tarjei Bø            | Norge     | 39:06,0 | 0+0+0+2                |
| 5         | Ivan Tjerezov        | Ryssland  | 39:06,9 | 0+0+1+0                |
| 6         | Ole Einar Bjørndalen | Norge     | 39:11,5 | 0+0+1+0                |
| 7         | Andrej Makovejev     | Ryssland  | 39:32,5 | 1+0+0+0                |
| 8         | Arnd Peiffer         | Tyskland  | 39:36,4 | 0+0+0+0                |
| 9         | Simon Eder           | Österrike | 39:36,9 | 2+0+0+1                |
| 10        | Martin Fourcade      | Frankrike | 39:37,5 | 1+0+0+1                |